# 北海道大學植物園

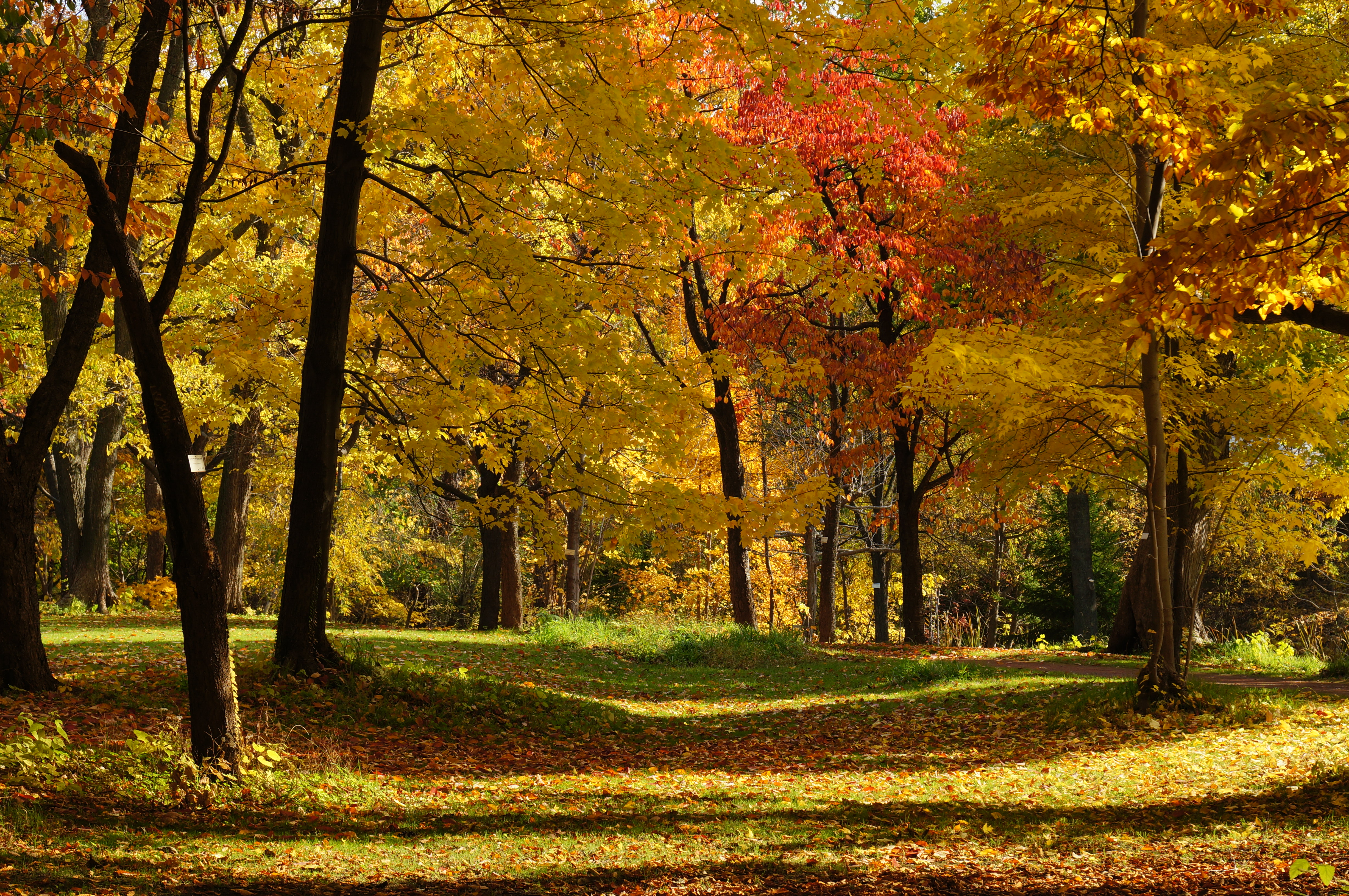
北海道大學植物園

北海道大學植物園（日语：北海道大学北方生物圏フィールド科学センター耕地圏ステーション植物園）是一座位於北海道札幌市中央區的植物園。

## 历史
北海道大學植物園創建於札幌市開拓初期，現在是札幌市內著名的旅遊景點之一。北海道大學植物園內種植有多種北海道特有的植物。